# Оздоровительный лагерь «Берёзка» (платформа)
Оздоровительный лагерь «Берёзка» — железнодорожная платформа на 18 км ведомственной Монзенской железной дороги (в прошлом станция). Названа по одноимённому детскому лагерю — любимому месту летнего отдыха детей из Вохтоги. Рядом с платформой расположен посёлок 18 км.

## История
Остановочный пункт открыт в начале 1980-х годов, причём деревянная пассажирская платформа была построена «с нуля». До 2005 года на платформе имелся навес от дождя — платформа была предназначена для посадки/высадки отдыхающих детей.

## Описание
Остановочный пункт располагается на кривой в двух километрах к северу от станции Монза. Рядом с платформой располагается КПП оздоровительного лагеря.

## Деятельность
На остановочном пункте производятся только пассажирские операции: остановка пассажирского поезда, продажа билетов. Грузовые операции не производятся с момента открытия. Остановка пассажирского поезда составляет 1 минуту.

### Расписание поездов
| № поезда | Периодичность курсирования     | Маршрут               | Время |
| -------- | ------------------------------ | --------------------- | ----- |
| 102/104  | Среда, пятница, выходные       | Вохтога — Ида/Каменка | 20:28 |
| 101/103  | Понедельник, четверг, выходные | Ида/Каменка — Вохтога | 6:27  |